# Chrysanthia
Genre
Chrysanthia est un genre d'insectes de l'ordre des coléoptères, de la famille des Oedemeridae, de la sous-famille des Oedemerinae, et de la tribu des Ditylini.

## Description
Ce sont des insectes plutôt allongés au corps mou et souvent à éclat métallique. 

## Biologie
Les adultes se nourrissent généralement de fleurs mais les larves sont xylophages.

## Répartition et habitat
Répartition
Le genre est largement répandu dans la zone paléarctique.
Habitat
Les espèces vivent aux abords des forêts et dans les prairies fleuries.

## Systématique
Le genre Chrysanthia a été décrit par le naturaliste allemand Wilhelm Ludwig Ewald Schmidt en 1844. 

### Taxinomie
Liste des espèces
- Chrysanthia bhutanica
- Chrysanthia canaliculata
- Chrysanthia chalcochroa
- Chrysanthia chinensis
- Chrysanthia cyprica
- Chrysanthia flavipes
- Chrysanthia fuscimembris
- Chrysanthia geniculata
- Chrysanthia hamata
- Chrysanthia himalaica
- Chrysanthia holzschuhi
- Chrysanthia integricollis
- Chrysanthia kaganensis
- Chrysanthia maroccana
- Chrysanthia obscurimembris
- Chrysanthia planiceps
- Chrysanthia reitteri
- Chrysanthia rugicollis
- Chrysanthia superba
- Chrysanthia valens
- Chrysanthia varipes
- Chrysanthia viatica
- Chrysanthia viridissima
- Chrysanthia wittmeri